# Loweina terminata
Loweina terminata és una espècie de peix de la família dels mictòfids i de l'ordre dels mictofiformes.

## Morfologia
- Els mascles poden assolir 3 cm de longitud total.[4][5]

## Hàbitat
És un peix marí i de clima subtropical que viu entre 0-825 m de fondària.

## Distribució geogràfica
Es troba al Pacífic nord.